# Oleg Igorevich Aleynik
Oleg Igorevich Aleynik (tiếng Nga: Олег Игоревич Алейник; sinh ngày 8 tháng 2 năm 1989) là một cầu thủ bóng đá người Nga. Anh thi đấu cho F.K. Kuban Krasnodar.